# Северный обход Одинцова
Северный обход Одинцо́ва — федеральная платная скоростная автодорога в западной части Ближнего Подмосковья, на территории Одинцовского района Московской области (на территории городских поселений Одинцово и Лесной Городок, а также сельского поселения Жаворонковское). Открыта 26 ноября 2013 года.
Северный обход Одинцова соединяет МКАД (район развязки с Молодогвардейской ул.) с Минским шоссе М1. Длина автодороги — 20 км; однако в СМИ опубликованы другие данные — 18,5 км.
Северный обход Одинцова является составной частью федеральной автомобильной дороги общего назначения М-1 «Беларусь».

## История

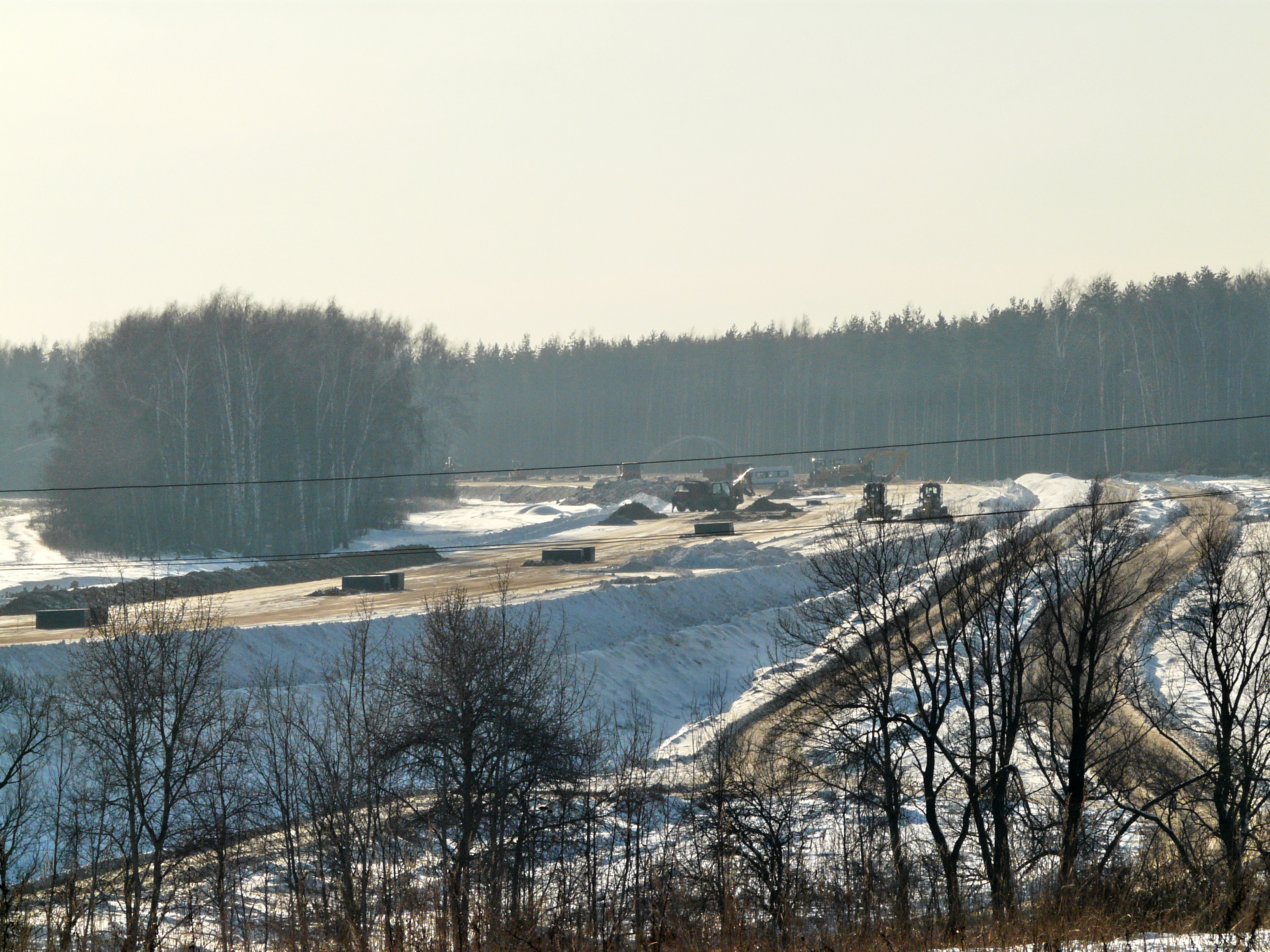
Строительство шоссе в районе деревни Трубачеевка, январь 2012 года

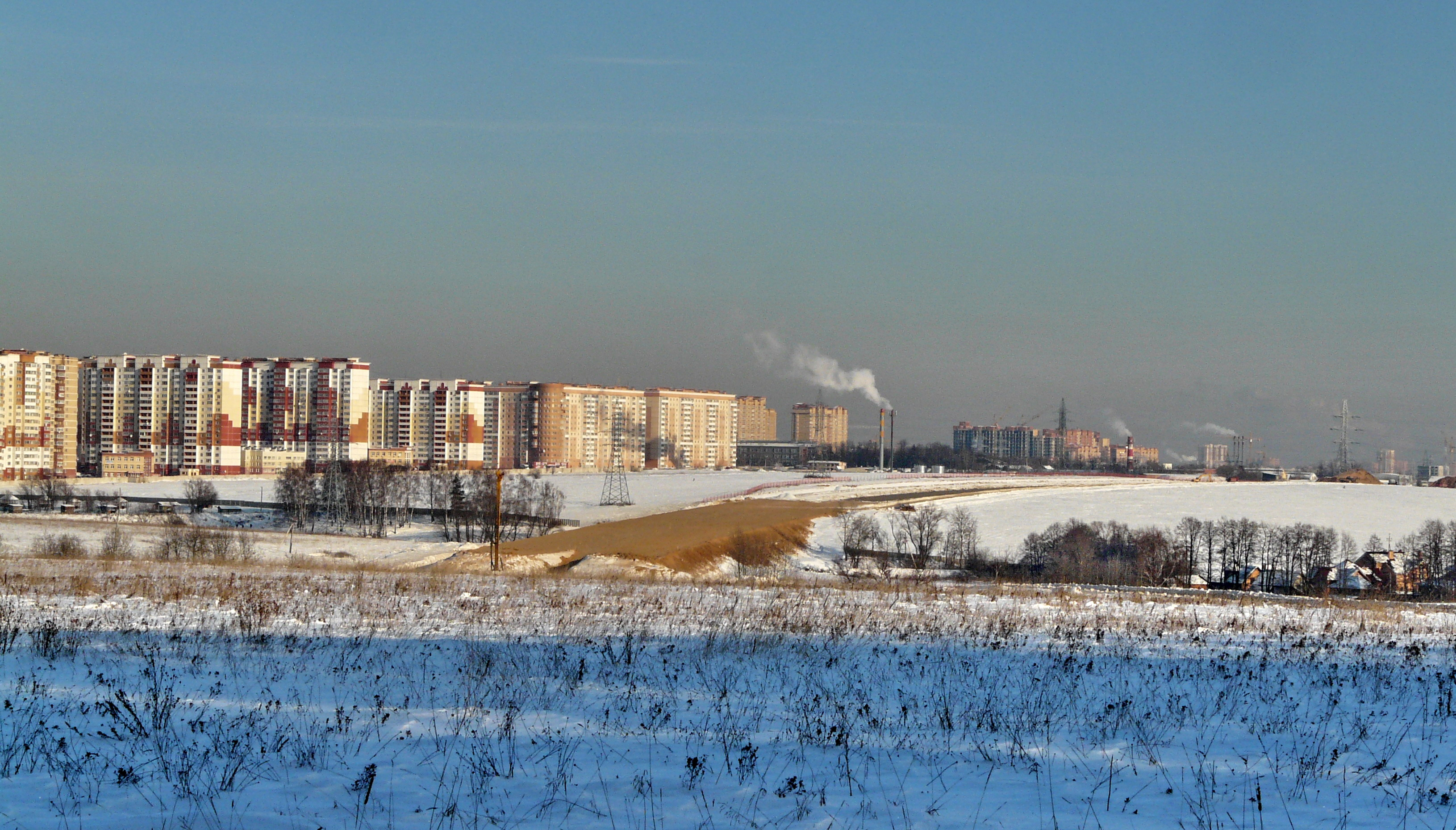
Строительство шоссе, январь 2012 года

### Проект
Северный обход Одинцова стал разгрузочной автодорогой для города и Минского шоссе. До открытия участок автодороги «Беларусь» в районе г. Одинцова являлся одним из проблемных. По Минскому шоссе производятся как международные перевозки (транспортный коридор Запад — Восток), так и внутренние (вблизи крупных населённых пунктов). Проблема с загруженностью Минского шоссе послужила началом создания объездной дороги.

### Строительство
Работы по возведению скоростной дороги в объезд Одинцова начаты в октябре 2010 года.
В 2011 году в местах расположения транспортных развязок Северного обхода с магистралями (Минское, Подушкинское, Можайское шоссе и МКАД) велись строительные работы.
Представители государственной компании «Автодор» заявили, что к декабрю 2012 года будет возведён технический съезд для строительной техники со стороны Немчиновки и Ромашкова. 12 августа 2013 года строительство скоростной дороги осмотрел Президент России В. В. Путин. Во время пресс-конференции Президента РФ В. В. Путина 19 декабря 2013 года журналистка телекомпании «Край Рязанский» Наталья Смольянинова лично поблагодарила президента за помощь в строительстве Северного обхода.

### Споры вокруг автодороги
С 2011 года вокруг строительства Северного обхода в сторону Москвы через Подушкинский лес развернулись споры жителей Одинцова и компании «Автодор».
13 ноября 2011 года в Одинцове прошёл экологический митинг. Основной вопрос — вырубка Подушкинского леса под возведение Северного обхода и развязок с другими автодорогами.
По проекту «Административная схема развития Московского региона» обязать власть разных уровней пересмотреть как саму схему, так и подходы к ней, и изменить концепцию развития Московского региона; выйти с законодательной инициативой по приостановке действия Лесного кодекса, принятого без общественной экспертизы и особенно в отношении статей, которые разрешают в аренду в ООПТ и заповедниках; выйти к правительству М.О. и Областной думы с предложениями серьезной проработки реализации программы по освоению земель лесного фонда, защиты питьевого водоснабжения, восстановления лесистости и приведения в порядок наших лесов и требованиями минимизации строительства в Московском регионе

### Открытие и эксплуатация
26 ноября 2013 года состоялось открытие Северного обхода. На церемонии открытия присутствовал премьер-министр Российской Федерации Д. А. Медведев. 18 декабря 2013 года автодорога была освящена одинцовским архимандритом Нестором (Жиляевым), однако ещё 16 декабря освящать должен был настоятель храма Архангела Михаила г. Кубинки протоиерей Александр Солдатенков. С 1 января 2014 года скоростная автодорога стала платной.

### Последствия эксплуатации
С вводом в эксплуатацию скоростной дороги в Одинцове изменилась схема уличного движения. По данным информационного портала Одинцово-Инфо, который опубликовал опрос, одинцовцы считают, что Северный обход негативно повлиял на транспортную обстановку города (47,4 %). 36,9 % респондентов не заметили изменений, 15 % считают, что транспортная ситуация в Одинцове улучшилась.
В СМИ появляется информация о возможных затруднениях и увеличении потоков по Минскому шоссе, Северном обходу, на МКАД в районе Молодогвардейской транспортной развязки. Это связано с проблемами транспортной инфраструктуры Одинцова и проблемой ежедневной маятниковой миграции (Одинцово входит в состав Московской агломерации). Новая скоростная трасса значительно увеличит количество транспорта на маршруте Москва — Одинцово — Лесной Городок.
В экономическом плане до мая 2014 года автодорога сильно не повлияла на цены на недвижимость, расположенную в непосредственной близости от Северного обхода. С января 2014 года цены на таунхаусы выросли в среднем на 10 %.

## Характеристики трассы
Северный обход расположен западнее Москвы и северо-восточнее, севернее и западнее Одинцова, начинается в районе развязки Молодогвардейской ул. и МКАД.
Соединят между собой московский район Кунцево и Минское шоссе в районе 33-го километра. Северный обход имеет от 4 до 6 полос; запланированная пропускная способность автотрассы: 40 тыс. автомобилей в сутки, по состоянию на январь 2014 г.: 70—80 тыс. автомобилей. Также генеральный подрядчик ОАО «Главная дорога» заявил, что новая автодорога разгрузит Минское и Можайское шоссе на 30—40 %. Расчётная скорость: 120 км/ч. Данная автодорога является платным дублёром существующей автотрассы М-1 «Беларусь» с 1 января 2014 года.
Стоимость трассы составила 32,4 млрд руб., из них 11 млрд руб.[уточнить] вложил Инвестиционный фонд России, а остальные 21,4 млрд руб.[уточнить] — ОАО «Главная дорога», 11 млрд руб. — целевой безвозвратный грант[уточнить]. Более 18,1 млрд руб. «Главной дороги» привлечено путём размещения семи выпусков облигаций (последний перенесён на 2014 год).
Таких примеров новых магистралей, которые заходят в город, на МКАД, не было последние десятилетия. И важно то, что на строительство этой дороги привлечены серьезные частные инвестиции. Больше половины всех денег, которые были потрачены, - это частные инвестиции. Естественно, инвестор ждет окупаемости, и эта дорога должна быть платной. Поэтому в ближайшее время, может быть, до конца года, мы объявим конкурс на привлечение частных инвестиций на строительство этой дороги до «Москва-Сити»Из выступления мэра Москвы Сергея Собянина в эфире телеканала ТВЦ

## Маршрут следования
Северный обход начинается от Молодогвардейской транспортной развязки и примыкает к 33 км Минского шоссе. Скоростная трасса включает в себя 14 мостов и путепроводов, 6 транспортных разноуровневых развязок.

### Молодогвардейская развязка
Молодогвардейская развязка расположена на пересечении Московской кольцевой автодороги (выходы на север к Рублёвскому шоссе и на юг к Минскому шоссе), северного дублёра Кутузовского проспекта и северного обхода Одинцова. Последняя магистраль начинается с Молодогвардейской развязки.
В 2013 году транспортная развязка находится стадии строительства. Работы ведут «ТрансКапСтрой» и «Мостотрест»
На инспектировании мэром Москвы С. Собяниным строительных работ по возведению Молодогвардейской развязки было заявлено, что строительные работы полностью будут завершены в 2014 году, однако работы первой очереди планируется завершить к ноябрю 2013 года.
Развязке (со стороны Москвы) присвоена категория «магистральная улица общегородского значения II класса». Распоряжением № 133-УПД от 19.12.2011 утверждены следующие характеристики транспортной развязки: расчетная скорость: 80 км/час; продолжительность строительных работ: 40 месяцев.
На развязке проезд на Молодогвардейскую улицу и обратно не предусмотрен. Внутри МКАД как продолжение трассы строится северный дублёр Кутузовского проспекта.

### Участок от Молодогвардейской развязки до Подушкинского шоссе
Участок Северного обхода Одинцова от МКАД до развязки с Подушкинским шоссе 8,4 км.
Имеет 4 поворота в районе Ромашково и Немчиновки.
Далее прямой участок через Подушкинский лес, скруглённый на северо-запад около Одинцова.
Северный дублёр Кутузовского проспекта →
- Молодогвардейская ул., Москва
- Молодогвардейская развязка с МКАД — 55°43′55″ с. ш. 37°22′34″ в. д.HGЯO
- Мост над Усовской ж/д — 55°43′49″ с. ш. 37°21′32″ в. д.HGЯO
- Виадук над р. Чаченкой
- на Ромашково (временный съезд)
- на Немчиновку (временный съезд)
- Развязка с Подушкинским шоссе (на Подушкино / на Одинцово) — 55°41′35″ с. ш. 37°16′18″ в. д.HGЯO

### Участок от Подушкинского шоссе до Минского шоссе
Участок Северного обхода Одинцова от Подушкинского шоссе до транспортной развязки с Минским шоссе — 11,6 км.
На пересечении трассы с Можайским шоссе в пос. ВНИИССОК (на территории ЖК «Гусарская Баллада») в настоящее время ведётся возведение многоуровневой транспортной развязки с применением кругового движения на съездах с путепровода трассы через Можайское ш.
- Развязка с Подушкинским шоссе (на Подушкино / на Одинцово) — 55°41′35″ с. ш. 37°16′18″ в. д.HGЯO
- Съезд на Красногорское шоссе (продолжение обхода в сторону Рублёво-Успенского ш.)[сн 6]
- Подушкинский лес (Подушкинское участковое лесничество Звенигородского филиала-лесничества ФГУ «Мособллес»)
- Мост через р. Саминку
- Мост над Смоленским направлением МЖД
- Мост над Можайским ш. А100 — 55°39′40″ с. ш. 37°13′26″ в. д.HGЯO
- Акулово
- ВНИИССОК
- Мост через р. Ликову — 55°39′06″ с. ш. 37°11′14″ в. д.HGЯO
- Развязка с Минским ш. М1 — 55°37′34″ с. ш. 37°10′33″ в. д.HGЯO

## Оплата проезда
| Цены на проезд                | Цены на проезд      | Цены на проезд      |
| Участок автодороги            | Цена за проезд, руб | Цена за проезд, руб |
| Участок автодороги            | днём                | ночью               |
| ----------------------------- | ------------------- | ------------------- |
| Минское ш. — Красногорское ш. | 150                 | 100                 |
| Минское ш. — Подушкинское ш.  | 150                 | 100                 |
| МКАД — Красногорское ш.       | 150                 | 100                 |
| МКАД — Подушкинское ш.        | 150                 | 100                 |

С 1 января 2014 года автодорога является платной до 2113—2114 годов.
В январе 2014 года стоимость сквозного проезда по автодороге составляла 200 рублей (в дневное время) и 100 рублей (в ночное время). Проезд грузовых транспортных средств и автобусов: 200 рублей (дневное время) + доплата 100 рублей (при выезде с платного участка), 100 рублей (ночное время) + доплата 60 рублей (при выезде с платного участка); проезд транспортных средства 2-го класса с прицепом выше 2, 6 метра: 320 рублей (дневное время) + доплата 150 рублей (при выезде с платного участка), 150 рублей (ночное время) + доплата 90 рублей (при выезде с платного участка).
С 15 октября 2014 года до 1 апреля 2015 года плата за проезд в ночное время в период с 1:00 до 5:00 не взималась.
Компания «Автодор» предоставила водителям транспортных средств право бесплатного проезда по Северному обходу Одинцова на участке от Подушкинского шоссе до Красногорского шоссе.
Оплата проезда по Северному обходу предусмотрена посредством наличного расчёта, банковскими картами, а также бесконтактными смарт-картами, с помощью транспондера, установленного на лобовое стекло транспортного средства.
В настоящее время оператором платной дороги является АО «Новое качество дорог», стоимость проезда для легкового транспорта без транспондера на участке 1-10,5 км — 250 руб. (ночью с 1:00 до 5:00 — 10 руб.), на участке 10,5-19 км — 200 руб. (ночью — 10 руб.), таким образом, общая стоимость для всего участка в 20 км составляет 450 руб.

## Инфраструктура
По состоянию на январь 2014 года на автодороге расположено два пункта взимания платы: около 6,9 км и 17,7 км от МКАД. К лету 2014 года предполагался ввод в эксплуатацию ещё одного пункта на 13 км. В 2011 году компания «Автодор» заявила, что на трассе будут установлены системы видеонаблюдения, компактные метеостанции и устройства срочной связи с диспетчерским центром.

### Сноски
1. ↑  Расчёт сделан с помощью приложения «Маршруты» на сервисе Яндекс.Карты (Северный обход Одинцова (в «Маршрутах»; Яндекс.Карты). Яндекс.Карты (4 января 2014). Дата обращения: 4 января 2014. Архивировано 12 марта 2016 года.).
2. ↑  Проблема транспортной инфраструктуры Одинцова заключена в том, что существует всего несколько путей сообщения города с Москвой: железная дорога (Смоленское направление МЖД: Одинцово, Баковка), автомобильное и автобусное сообщение (Можайское ш. А-100 и Минское ш. М-1). Ежедневно все вышеперечисленные маршруты перегружены транспортом (большой выход на маршруты общественного транспорта; большой трафик, создаваемый личными а/м одинцовчан, работающих в Москве), что создаёт затруднения на путях сообщения с Москвой.
3. ↑  Город Одинцово сам является агломерацией второго порядка на территории Московской области.
4. ↑  Расчёт сделан с помощью Яндекс. КартыСеверный обход Одинцова на карте. Яндекс.Карты (4 января 2014). Дата обращения: 4 января 2014. Архивировано 12 марта 2016 года.
5. ↑  Расчёт сделан с помощью Яндекс. КартыСеверный обход Одинцова на карте. Яндекс.Карты (4 января 2014). Дата обращения: 4 января 2014. Архивировано 12 марта 2016 года.
6. ↑  Данное отвлетвление от обхода отмечено на плане Архивная копия от 20 июня 2013 на Wayback Machine, опубликованном «Новой Ригой» (см. также внешние медиафайлы в статье)
7. ↑  Подразумевается проезд по автодороге от Москвы до Минского шоссе или наоборот.